# Johan Cruijff: En un momento dado
Johan Cruijff: En un momento dado is een Nederlandse sportdocumentaire uit 2004, geregisseerd door Ramón Gieling. De film draait om de periode dat Johan Cruijff voor FC Barcelona speelde en de sportieve en culturele impact die hij heeft gehad op de club, de aanhang en de rest van Catalonië.

## Synopsis
De film begint en eindigt met de afscheidswedstrijd van Cruijff bij Barcelona in 1999, tussen voormalige sterren en het eerste elftal van die periode. In de film worden dertien Spanjaarden (waarvan tien Catalanen) geïnterviewd over de vraag wat Cruijff voor hem of haar persoonlijk en voor Catalonië heeft betekend. Onder de geïnterviewden zijn Barcelona-voorzitter Joan Laporta en voetballer Emilio Butragueño, maar ook journalisten, muzikanten en andere Spanjaarden. Velen van hen imiteren hun favoriete actie van El Salvador ("de verlosser"). Tussendoor worden momenten getoond uit Cruijff's loopbaan bij FC Barcelona als speler en trainer.
En un momento dado eindigt met een lang interview met Cruijff zelf, waarin hij verhaalt over zijn leven.

## Cast
- Johan Cruijff
- Xavier Pitarque
- Gemma Folch
- Sergi Pàmies
- Emilio Butragueño
- Diego Carrasco
- Joan Patsy
- Ferran Torrent
- Fermí Puig
- Marius Petit
- Jordi Solé
- Miguel Rico Santamaría
- Joan Laporta

## Titel
De titel van de film, En un momento dado, is een Spaanse uitdrukking die Cruijff vaak bezigde.